# Campionati svizzeri di sci alpino 2020
I Campionati svizzeri di sci alpino 2020 si sono svolti ad Arosa, Davos, Diavolezza e Zinal dal 10 novembre al 18 dicembre. Il programma ha incluso gare di supergigante, slalom gigante, slalom speciale e combinata, sia maschili sia femminili. La manifestazione era originariamente in programma ad Anniviers tra il 30 marzo e il 5 aprile e prevedeva anche gare di discesa libera, sia maschili sia femminili, ma era stata annullata a causa alla pandemia di COVID-19.
Oltre agli sciatori svizzeri, hanno potuto concorrere al titolo anche gli sciatori di nazionalità liechtensteinese, mentre gli atleti delle altre federazioni, pur prendendo parte alle competizioni, hanno potuto ottenere solo prestazioni valide ai fini del punteggio FIS.

## Risultati

### Uomini

#### Discesa libera
La gara, originariamente in programma il 1º aprile ad Anniviers, è stata annullata.

#### Supergigante
| Pos. | Atleta                | Nazione       | Tempo   |
| ---- | --------------------- | ------------- | ------- |
| 1    | Joan Verdú            | Andorra       | 1:00,71 |
| 2    | Adrien Fresquet       | Francia       | 1:00,95 |
| 3    | Victor Schuller       | Francia       | 1:01,03 |
| 4    | Louis Tuaire          | Francia       | 1:01,16 |
| 5    | Guerlain Favre        | Francia       | 1:01,18 |
| 6    | Josua Mettler         | Svizzera      | 1:01,19 |
| 7    | Gaël Zulauf           | Svizzera      | 1:01,34 |
| 8    | Davide Filippi        | Italia        | 1:01,47 |
| 9    | Roy-Alexander Steudle | Regno Unito   | 1:01,48 |
| 10   | Marco Pfiffner        | Liechtenstein | 1:01,59 |

Data: 18 dicembre

Località: Zinal

#### Slalom gigante
| Pos. | Atleta            | Nazione   | Tempo   |
| ---- | ----------------- | --------- | ------- |
| 1    | Marco Reymond     | Svizzera  | 1:51,62 |
| 2    | Semyel Bissig     | Svizzera  | 1:52,05 |
| 3    | Daniel Meier      | Austria   | 1:52,12 |
| 4    | Victor Guillot    | Francia   | 1:52,25 |
| 5    | Josua Mettler     | Svizzera  | 1:52,32 |
| 5    | Daniele Sette     | Svizzera  | 1:52,32 |
| 7    | Kryštof Krýzl     | Rep. Ceca | 1:52,39 |
| 8    | Gilles Roulin     | Svizzera  | 1:52,66 |
| 9    | Jonas Stockinger  | Germania  | 1:52,77 |
| 10   | Tobias Kastlunger | Italia    | 1:52,81 |

Data: 19 novembre

Località: Arosa

#### Slalom speciale
| Pos. | Atleta            | Nazione  | Tempo   |
| ---- | ----------------- | -------- | ------- |
| 1    | Filip Zubčić      | Croazia  | 1:32,03 |
| 2    | Noel von Grünigen | Svizzera | 1:32,28 |
| 3    | Joel Lütolf       | Svizzera | 1:33,19 |
| 4    | Fadri Janutin     | Svizzera | 1:33,41 |
| 5    | Yohei Koyama      | Giappone | 1:33,91 |
| 6    | Loïc Chable       | Svizzera | 1:35,26 |
| 7    | Florian Kunz      | Svizzera | 1:36,02 |
| 8    | Dominic Ott       | Svizzera | 1:36,15 |
| 9    | Franjo von Allmen | Svizzera | 1:36,32 |
| 10   | Rion Takeuchi     | Giappone | 1:36,40 |

Data: 12 novembre

Località: Diavolezza

#### Combinata
| Pos. | Atleta                 | Nazione  | Tempo   |
| ---- | ---------------------- | -------- | ------- |
| 1    | Reto Mächler           | Svizzera | 1:45,61 |
| 2    | Patrick von Siebenthal | Svizzera | 1:46,09 |
| 3    | Franjo von Allmen      | Svizzera | 1:46,23 |
| 4    | Andri Moser            | Svizzera | 1:46,37 |
| 5    | Christophe Torrent     | Svizzera | 1:46,71 |
| 6    | Jan Wolf               | Svizzera | 1:46,73 |
| 7    | Dominic Ott            | Svizzera | 1:46,86 |
| 8    | Nicolas Macheret       | Svizzera | 1:46,94 |
| 9    | Louis Tuaire           | Francia  | 1:47,04 |
| 10   | Lukas Zippert          | Svizzera | 1:47,09 |

Data: 17 dicembre

Località: Zinal

### Donne

#### Discesa libera
La gara, originariamente in programma il 2 aprile ad Anniviers, è stata annullata.

#### Supergigante
| Pos. | Atleta             | Nazione  | Tempo   |
| ---- | ------------------ | -------- | ------- |
| 1    | Luana Flütsch      | Svizzera | 1:47,33 |
| 2    | Katja Grossmann    | Svizzera | 1:47,57 |
| 3    | Victoria Olivier   | Austria  | 1:48,68 |
| 4    | Alexandra Walz     | Svizzera | 1:48,82 |
| 5    | Delia Durrer       | Svizzera | 1:48,93 |
| 6    | Aline Höpli        | Svizzera | 1:48,99 |
| 7    | Livia Rossi        | Svizzera | 1:49,10 |
| 7    | Melanie Michel     | Svizzera | 1:49,10 |
| 9    | Delphine Darbellay | Svizzera | 1:49,12 |
| 10   | Anna Schilcher     | Austria  | 1:49,14 |

Data: 26 novembre

Località: Davos

#### Slalom gigante
| Pos. | Atleta                 | Nazione  | Tempo   |
| ---- | ---------------------- | -------- | ------- |
| 1    | Vivianne Härri         | Svizzera | 1:55,47 |
| 2    | Simone Wild            | Svizzera | 1:55,52 |
| 3    | Melanie Niederhofer    | Austria  | 1:55,60 |
| 4    | Elena Sandulli         | Italia   | 1:55,95 |
| 5    | Leonie Flötgen         | Germania | 1:56,51 |
| 6    | Lorina Zelger          | Svizzera | 1:56,52 |
| 7    | Clarisse Brèche        | Francia  | 1:56,82 |
| 8    | Julia Socquet-Dagoreau | Francia  | 1:56,83 |
| 9    | Vanessa Kasper         | Svizzera | 1:56,90 |
| 10   | Leana Barmettler       | Svizzera | 1:57,59 |

Data: 17 novembre

Località: Arosa

#### Slalom speciale
| Pos. | Atleta              | Nazione  | Tempo   |
| ---- | ------------------- | -------- | ------- |
| 1    | Asa Andō            | Giappone | 1:30,37 |
| 2    | Andreja Slokar      | Slovenia | 1:31,09 |
| 3    | Marina Wallner      | Germania | 1:31,51 |
| 4    | Jessica Hilzinger   | Germania | 1:32,24 |
| 5    | Amélie Klopfenstein | Svizzera | 1:32,87 |
| 6    | Eliane Christen     | Svizzera | 1:33,14 |
| 7    | Leona Popović       | Croazia  | 1:34,08 |
| 8    | Chiara Pogneaux     | Francia  | 1:35,38 |
| 9    | Selina Gadient      | Svizzera | 1:36,17 |
| 10   | Laura Mercuri       | Svizzera | 1:36,70 |

Data: 10 novembre

Località: Diavolezza

#### Combinata
| Pos. | Atleta                | Nazione  | Tempo   |
| ---- | --------------------- | -------- | ------- |
| 1    | Katja Grossmann       | Svizzera | 2:26,63 |
| 2    | Delphine Darbellay    | Svizzera | 2:27,05 |
| 3    | Aline Höpli           | Svizzera | 2:27,12 |
| 4    | Vanessa Kasper        | Svizzera | 2:27,40 |
| 5    | Luana Flütsch         | Svizzera | 2:27,54 |
| 6    | Svenja Pfiffner       | Svizzera | 2:28,30 |
| 7    | Nicole Good           | Svizzera | 2:28,42 |
| 8    | Federica Sosio        | Italia   | 2:28,44 |
| 9    | Anna Schilcher        | Austria  | 2:28,56 |
| 10   | Michelle Niederwieser | Austria  | 2:28,57 |

Data: 25 novembre

Località: Davos